# Edgar Vercruysse
Edgard Théophile Ghislain Vercruysse (Sint-Niklaas, 4 februari 1864 - Antwerpen, 9 juni 1922) was een Belgisch industrieel en politicus voor de Katholieke Partij.

## Levensloop
Vercruysse, industrieel van beroep, vluchtte tijdens de Eerste Wereldoorlog naar Nederland. Hij werd in februari 1919 katholiek senator voor het arrondissement Antwerpen, in opvolging van de tijdens de oorlog overleden Louis Le Clef. Hij vervulde dit mandaat tot aan zijn dood.